# Lepidodactylus listeri
Lepidodactylus listeri är en ödleart som beskrevs av  George Albert Boulenger 1889. Lepidodactylus listeri ingår i släktet Lepidodactylus och familjen geckoödlor. IUCN kategoriserar arten globalt som sårbar. Inga underarter finns listade i Catalogue of Life.